# Відбілювання шкіри
Відбілювання шкіри, також відоме як освітлення шкіри — це практика використання хімічних речовин у спробі освітлити шкіру або забезпечити рівний колір шкіри шляхом зменшення концентрації меланіну. Частина хімічних речовин виявилася ефективною для відбілювання шкіри, тоді як інші є токсичними або мають сумнівні профілі безпеки. Це включає сполуки ртуті, які можуть викликати неврологічні проблеми та захворювання нирок.
У ряді африканських країн від 25 до 80% жінок регулярно користуються засобами для відбілювання шкіри. В Азії цей показник становить близько 40%. В Індії, зокрема, більше половини засобів догляду за шкірою продаються для відбілювання шкіри. У Пакистані, де популярні засоби для освітлення шкіри, було виявлено, що креми містять токсичні рівні гідрохінону та ртуті.
Культура освітлення шкіри сягає принаймні 16 століття в Азії. У той час як ряд агентів, таких як койєва кислота та альфа-гідроксикислота, дозволені в косметиці в Європі, ряд інших, таких як гідрохінон і третиноїн, заборонені. У той час як деякі країни забороняють ртутні сполуки в косметиці, інші все ще дозволяють, і їх можна придбати в Інтернеті.

## Використання
Ділянки підвищеної пігментації, такі як родимки, можуть бути депігментовані відповідно до оточуючої шкіри. Ефективними засобами для окремих ділянок є кортикостероїди, третиноїн і гідрохінон. Однак ці агенти не дозволені в косметиці в Європі через побоювання щодо побічних ефектів. Спроби відбілити великі ділянки шкіри також можуть здійснюватися у певних культурах. Це може здійснюватися з міркувань зовнішнього вигляду, політики чи економіки. Засоби для відбілювання шкіри можуть допомогти отримати світліший відтінок шкіри, але багато з них містять шкідливі інгредієнти, такі як стероїд клобетазолу пропіонат, неорганічну ртуть (хлорид ртуті або амальгамовану ртуть), глутатіон (антиоксидант, який традиційно використовується для лікування раку) і органічну сполуку гідрохінон. Основні ризики для здоров’я освітлювачів шкіри пов’язані з (i) надмірним використанням місцевого клобетазолу, який може викликати системні стероїдні ефекти від щоденного використання, особливо на широких ділянках шкіри; та (ii) прихований вміст ртуті, який може призвести до отруєння ртуттю залежно від індивідуальної чутливості. Багато засобів для відбілювання шкіри містять токсичну форму ртуті як активний складник. Таким чином, їх використання може завдати шкоди здоров’ю людини і є незаконним у багатьох країнах.
Гідрохінон є широко використовуваним агентом для відбілювання шкіри, хоча Європейський Союз заборонив його використовувати в косметиці в 2000 році. Він пригнічує вироблення меланіну. Третиноїн, також відомий як транс-ретиноєва кислота, можна використовувати для відбілювання певних ділянок. Його можна використовувати в комбінації зі стероїдами та гідрохіноном.
Альфа-гідроксикислота (AHA) також використовується як відбілювач шкіри, але її біохімічний механізм неясний. Побічні ефекти можуть включати чутливість до сонця, почервоніння шкіри, потовщення або свербіж. Низькі концентрації можна використовувати в косметиці. Деякі дослідження показали, що койєва кислота є ефективним освітлювачем, її також дозволено використовувати в косметиці. Побічні ефекти, однак, включають почервоніння та екзему.
Глутатіон є найпоширенішим засобом, який приймають перорально, щоб відбілити шкіру. Його також можна використовувати як крем. Це антиоксидант, який зазвичай виробляється організмом. Станом на 2019 рік незрозуміло, чи він є насправді дієвим.  Через побічні ефекти, які можуть виникнути в результаті внутрішньовенного введення, уряд Філіппін рекомендує уникати його використання.
В одному огляді 2017 року виявлено попередні докази користі транексамової кислоти при мелазмі, тоді як в іншому огляді 2017 року виявлено, що доказів на підтримку її використання недостатньо. Азелаїнова кислота може бути варіантом другого ряду для мелазми. Деякі типи лазерного лікування були використані для лікування мелазми з деякими доказами ефективності. Повторне виникнення, однак, є поширеним явищем, і певні типи лазерів можуть призвести до збільшення пігментації.

## Побічні ефекти
Креми для освітлення шкіри зазвичай містять ртуть, гідрохінон і кортикостероїди. Оскільки ці сполуки можуть викликати як поверхневі, так і внутрішні побічні ефекти, вони заборонені для використання та продажу в багатьох країнах. Однак різні хімічні дослідження показують, що ці сполуки продовжують використовуватися в косметичних продуктах, хоча вони явно не зазначаються як інгредієнти.
Тривале використання продуктів на основі ртуті може призвести до знебарвлення шкіри, оскільки ртуть буде накопичуватися в дермі. Отруєння ртуттю може викликати такі гострі симптоми, як пневмоніт і подразнення шлунка. Однак, згідно з дослідженням, проведеним Антуаном Мае та його колегами, сполуки ртуті також можуть сприяти виникненню довгострокових ниркових і неврологічних ускладнень, останні з яких включають безсоння, втрату пам’яті та дратівливість.
Інші дослідження вивчали вплив гідрохінону на здоров'я. Гідрохінон швидко всмоктується в організм через шкірний контакт. Було встановлено, що тривале застосування викликає нефротоксичність і лейкоз кісткового мозку, спричинений бензолом. Дослідження, проведене Паскалем дель Джудісе та Піньє Івом, показало, що використання гідрохінону тісно пов'язане з розвитком охронозу, катаракти, плямистої депігментації та контактного дерматиту. Охроноз може згодом призвести до уражень і плоскоклітинного раку. Хоча гідрохінон не був офіційно класифікований як канцероген, він може метаболізуватися в канцерогенні похідні та викликати генетичні зміни у вигляді пошкоджень ДНК.
Крім того, кортикостероїди стали одними з найпоширеніших освітлювачів. Довготривале застосування на великих ділянках шкіри може сприяти черезшкірному всмоктуванню, що може спричинити такі ускладнення, як атрофія та ламкість шкіри, глаукома, катаракта, набряки, остеопороз, порушення менструального циклу та пригнічення росту. Дослідження 2000 року, проведене в Дакарі, Сенегал, показало, що постійне використання засобів для освітлення шкіри є фактором ризику розвитку гіпертонії та діабету.
Хімічно освітлена шкіра також більш сприйнятлива до сонячних променів і шкірних інфекцій. Ті, хто тривалий час користується відбілювачами шкіри можуть швидко розвинути грибкові інфекції та вірусні бородавки. Вагітні користувачі також можуть отримати ускладнення зі здоров'ям як для себе, так і для своїх дітей.

## Частота використання
За словами Yetunde Mercy Olumide, реклама засобів для освітлення шкіри часто представляє їхні продукти як сходинки для досягнення більшого соціального капіталу. Наприклад, представники індійської косметики Glow &amp; Lovely стверджували, що їхня продукція забезпечує соціально-економічну мобільність, подібно до освіти.
Ціни на відбілювачі шкіри зазвичай мають широкий діапазон; Olumide пояснює це бажанням зобразити відбілювання як фінансово доступне для всіх. Ці продукти продаються як чоловікам, так і жінкам, хоча дослідження показують, що в Африці жінки використовують засоби для відбілювання шкіри частіше, ніж чоловіки. Дослідження, проведене Лестером Девідсом та його колегами, показало, що в країнах Африки спостерігається високий рівень використання відбілювачів шкіри. Хоча багато продуктів було заборонено через токсичний хімічний склад, Девідс виявив, що нормативна політика часто не дотримується суворо.
В Індії обсяг продажів кремів для освітлення шкіри в 2012 році склав близько 258 тонн, а в 2013 році продажі становили близько 300 мільйонів доларів США. До 2018 року індустрія освітлюючої косметики в Індії досягла чистого капіталу майже в 180 мільйонів доларів США та щорічного зростання на 15%. Станом на 2013 рік прогнозується, що світовий ринок освітлювачів для шкіри досягне 19,8 мільярдів доларів США до 2018 року на основі зростання продажів переважно в Африці, Азії та на Близькому Сході.
У Сполученому Королівстві багато засобів для відбілювання шкіри є незаконними через можливі побічні ефекти. Такі продукти часто все ще продаються навіть після притягнення до відповідальності магазинів. Відділам стандартів торгівлі бракує ресурсів для ефективного вирішення проблеми.

## Мотивація
Історик Евелін Накано Гленн пояснює чутливість до тону шкіри афроамериканців історією рабства. Афроамериканці зі світлою шкірою вважалися більш розумними та вправними, ніж афроамериканці з темною шкірою, яких примушували займатися більш фізично важкою ручною працею.
Дослідження також пов’язують бліду шкіру з досягненням різних форм соціального статусу та 
мобільності. Дослідження, проведене Келлі Льюїс та її колегами, показало, що жителі Танзанії відбілюють шкіру, щоб виглядати більш по-європейськи та справляти враження на однолітків і потенційних партнерів. І реклама, і споживачі припускають, що біла шкіра може підвищити індивідуальну сексуальну привабливість. Соціолог Маргарет Хантер відзначила вплив мас-маркетингу та культури знаменитостей, які підкреслюють білизну як ідеал краси. Дослідження Ітіші Нагар також показало, що світліші відтінки шкіри чоловіків і жінок в Індії покращують їхні шанси на шлюб.
Відбілювання шкіри поширене по всій Азії. У Південній Кореї світла шкіра вважається ідеалом краси, і більшість жителів Південної Кореї вважають, що бліда шкіра є єдиним способом виглядати красиво. У Південній Кореї відбілювання шкіри є багатомільярдною індустрією. Індустрія K-pop і K-drama переповнена світлошкірими знаменитостями, деякі з яких є амбасадорами бренду та ідеалами краси. Зростаюча популярність K-pop і K-beauty спричинила тенденцію до відбілювання шкіри в інших країнах Азії, особливо в бідніших країнах, таких як Таїланд, де багато хто почав використовувати небезпечні продукти для відбілювання шкіри. У Непалі культурний вплив Боллівуду, де яскраво виділяються головні актори зі світлою шкірою, був пов’язаний із використанням кремів для відбілювання шкіри серед деяких темношкірих чоловіків.
Інші мотиви для відбілювання шкіри включають бажання м’якшої шкіри та бажання приховати зміни кольору, що виникають через прищі, висипання або хронічні захворювання шкіри. Відомо, що люди з такими захворюваннями депігментації, як вітіліго, освітлюють шкіру, щоб досягти рівного тону шкіри.

## Механізм дії
Відбілювачі шкіри діють, зменшуючи присутність пігменту меланіну в шкірі. Щоб досягти цього, існує кілька можливих механізмів дії:
- Пригнічення активності тирозинази: каталітична дія тирозинази пригнічується агентом, що відбілює шкіру.
- Інгібування експресії або активації тирозинази: антимеланогенний засіб призводить до зменшення вироблення тирозинази або запобігає активації тирозинази до її функціональної форми.
- Видалення проміжних продуктів синтезу меланіну.
- Запобігання переходу меланосом до кератиноцитів.
- Безпосередньо руйнує існуючий меланін.
- Руйнування меланоцитів.

### Інгібування тирозинази
Посилення регуляції тирозинази, спричинене інгібіторами тирозинази. Було виявлено, що деякі відбілювачі шкіри, включаючи інгібітори тирозинази, спричиняють збільшення експресії тирозинази, яка сама по собі може збільшити синтез меланіну.
Фактор транскрипції, пов’язаний з мікрофтальмією (MITF), є основним фактором транскрипції, який контролює експресію TYR, TRP1 і TRP2, MART1, PMEL17 і багатьох інших важливих білків, які беруть участь у функціонуванні меланоцитів. Пониження регуляції MITF зменшує меланогенез і є механізмом дії деяких засобів для відбілювання шкіри. Різні сигнальні шляхи та генетичні мутації впливають на експресію MITF.

### Рецептор MC1R і цАМФ
Рецептор меланокортину 1 (MC1R) є трансмембранним рецептором, пов’язаним з G-білком, який експресується в меланоцитах. MC1R є важливою мішенню для регуляції меланогенезу. Агонізм MC1R збільшує співвідношення еумеланіну до феомеланіну та збільшує утворення меланіну в цілому.
Сигнальний шлях MC1R і цАМФ починається з активації MC1R, що викликає активацію аденілілциклази (AC), яка виробляє циклічний аденозинмонофосфат (цАМФ), який активує протеїнкіназу A (PKA), який активує шляхом фосфорилювання білка цАМФ відповідний білок, що зв’язує елемент (CREB), який посилює регуляцію MITF, у якому CREB є фактором транскрипції.
Альфа-меланоцитстимулюючий гормон (α-MSH), бета-меланоцитстимулюючий гормон (β-MSH) і адренокортикотропний гормон є ендогенними агоністами MC1R.  Сигнальний білок Агуті (ASIP), очевидно, є єдиним ендогенним антагоністом MC1R. Було розроблено синтетичні агоністи MC1R, такі як пептиди афамеланотид і меланотан II.
Мутації гена MC1R принаймні частково відповідають за червоне волосся, білу шкіру та підвищений ризик раку шкіри у деяких людей.

### Перенесення меланосом
У шкірі меланоцити присутні в базальному шарі епідермісу; з них меланоцити утворюють дендрити, які досягають кератиноцитів.
Меланосоми разом із меланіном, який вони містять, переносяться від меланоцитів до кератиноцитів, коли кератиноцити знаходяться низько в епідермісі. Кератиноцити несуть із собою меланосоми, коли вони рухаються до поверхні. Кератиноцити сприяють пігментації шкіри, утримуючи меланін, що утворюється в меланоцитах, і індукуючи меланогенез через хімічні сигнали, спрямовані на меланоцити. Перенесення меланосом до кератиноцитів є необхідною умовою для видимої пігментації шкіри. Блокування цього перенесення є механізмом дії деяких засобів для відбілювання шкіри. 
Активований протеазою рецептор 2 (PAR2) є трансмембранним та зв’язаним з G-білком рецептором, який експресується в кератиноцитах і бере участь у перенесенні меланоцитів. Антагоністи PAR2 пригнічують перенесення меланосом і мають ефект відбілювання шкіри, тоді як агоністи PAR2 мають протилежний ефект.

### Руйнування меланоцитів
Відомо, що деякі сполуки руйнують меланоцити; цей механізм дії часто використовується для видалення залишків пігментації у випадках вітіліго.

## Історія

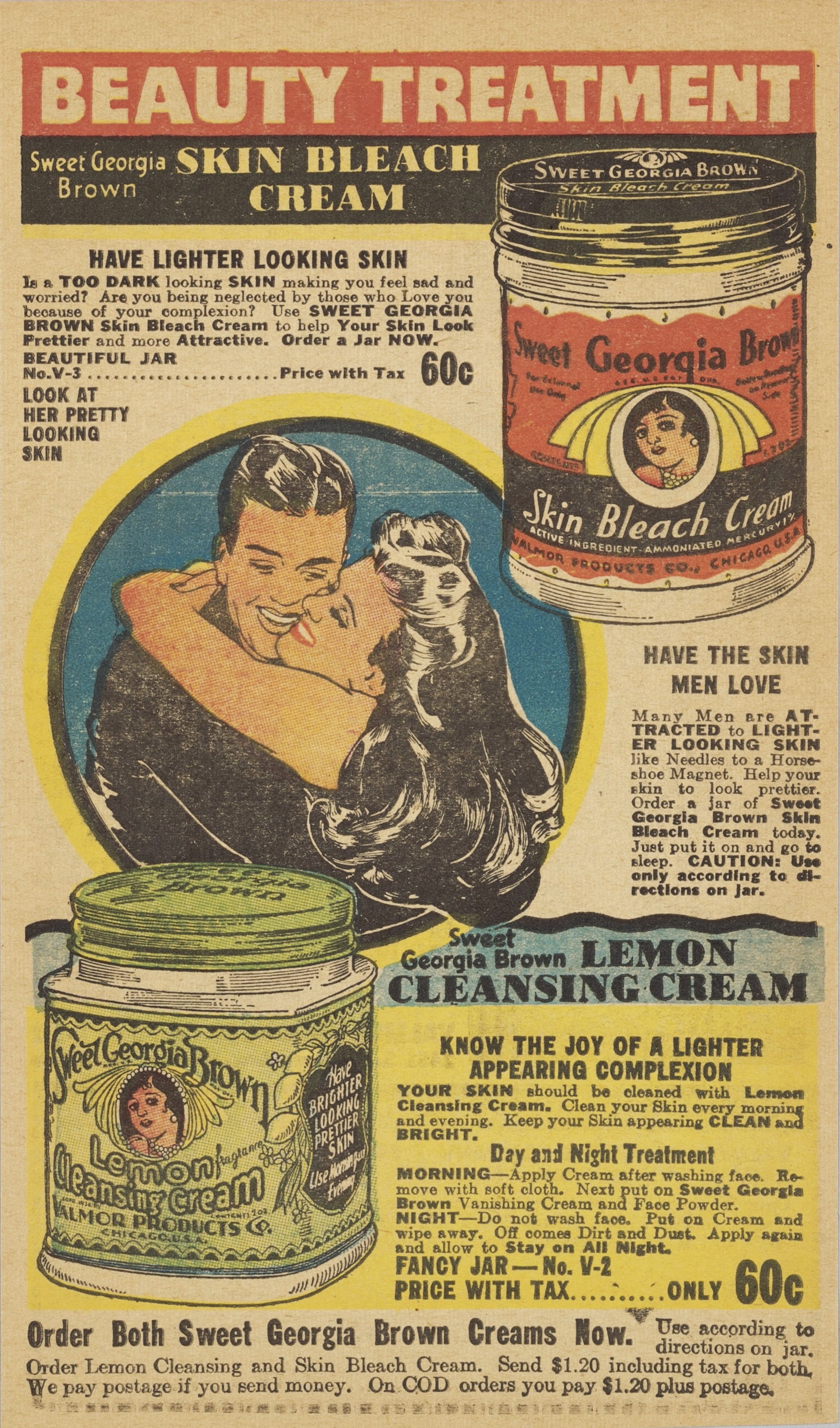
Реклама 1930-х років крему для відбілювання шкіри Sweet Georgia Brown.

Ранні практики відбілювання шкіри не були добре задокументовані. Відбілювання шкіри – це практика, яка поширилася по всьому світу з багатьма культурами, які перейняли цю практику під різними ідеологіями. Зазвичай ця практика продається жінкам під приводом, що порцелянова шкіра є ідеальним уособленням краси та статусу. Перші зареєстровані практики відбілювання шкіри можна простежити понад 200 років до нашої ери в багатьох цивілізаціях, які використовували природні джерела інгредієнтів для полегшення виробництва речовин для відбілювання шкіри. Наприклад, один із цих методів включає використання меду та оливкової олії як метод відбілювання шкіри в різних цивілізаціях, таких як єгипетська та грецька культури. За словами антрополога Ніни Яблонскі, ці практики не набули розголосу, поки відомі особи, такі як Клеопатра та королева Єлизавета, не почали їх регулярно використовувати. Косметичні формули спочатку поширилися з континентальної Європи та Китаю до Великобританії та Японії відповідно. Різні історики стверджують, що в різних культурах освітлення шкіри стало бажаною нормою, оскільки це було пов'язано з багатством. Хоча більшість методів, за допомогою яких здійснюється процес відбілювання шкіри, вважаються небезпечними через різні побічні ефекти, вони все ще використовуються для різних цілей; одна з яких включає прагнення покращити свій соціально-економічний статус, а також соціалізацію в деяких культурах власної неповноцінності, заснованої на темнішій або світлішій шкірі, ніж в інших. Цей процес, за допомогою якого уявна неповноцінність може проявлятися фізично, можна поглянути назад через основоположну перспективу «Теорії темноти». Ця теорія пояснює відмінність власної соціалізованої ідентичності через різні стадії, а також пігментацію шкіри, з якою хтось народився, пов’язану з процесом соціалізації в культурі. Зокрема, з чотирьох етапів, пов'язаних з цією теорією, перший, названий етапом "до зустрічі", висвітлює основну концепцію, що полягає в тому, що людина не асоціює себе з власною культурою чи цінностями, частково через дезінформацію, в яку її навчили вірити, і тому шукає підтвердження своєї гідності від тих, хто дезінформував цю людину. 

### Азія
Історія відбілювання шкіри в Східній Азії сягає глибокої давнини. Бути світлошкірим у середовищі, де сонце було суворим, означало багатство та знатність, оскільки ці люди могли залишатися вдома, а слуги мусили працювати на вулиці.
Стародавні азійські культури також асоціювали світлу шкіру з жіночою красою. Відомо, що «нефритова» біла шкіра в Кореї була ідеалом ще в епоху Кочосон. У період Едо в Японії почалася жіноча тенденція відбілювати обличчя рисовою пудрою як «моральний обов’язок». Китайські жінки цінували «молочно-білий» колір обличчя і з цією метою ковтали порошкоподібні перли.
Практика освітлення шкіри набула великого значення в Східній Азії ще в 16 столітті. Подібно до ранньої європейської косметики, білий макіяж, як повідомлялося, спричиняв серйозні проблеми зі здоров’ям і фізичні вади розвитку. У Японії матері-самураї, які наносили на обличчя білу фарбу на основі свинцю, часто народжували дітей із симптомами отруєння свинцем і затримкою росту кісток. До реставрації Мейдзі японська знать, як чоловіки, так і жінки, часто наносила білий свинцевий порошок на обличчя. Після реставрації Мейдзі чоловіки та жінки залишили білила і традиційний одяг для особливих випадків. У Китаї, Кореї та Японії також практикували вмивання обличчя рисовою водою, оскільки вважалося, що вона природним чином відбілює шкіру. Історики також відзначили, що коли жінки зі Східної Азії іммігрували до Сполучених Штатів, жінки-іммігрантки займалися освітленням шкіри частіше, ніж жінки, які не іммігрували. Реклама мала великий вплив на ринкову привабливість відбілювання шкіри в Китаї та Тайвані. Засоби по догляду за шкірою, які, як відомо, захищають шкіру, містять хімічні речовини, що сприяють відбілюванню шкіри. Ці продукти продавалися та пропагувалися як засіб для того, щоб назавжди залишатися молодим. Засоби по догляду за шкірою були створені переважно для боротьби зі старінням для жінок у Китаї та Тайвані будь-якого віку.
Ніна Яблонскі та Евелін Накано Гленн стверджують, що відбілювання шкіри в багатьох країнах Південної та Південно-Східної Азії, таких як Філіппіни, набуло популярності завдяки історії європейської колонізації цих країн. Численні дослідження показують, що переваги світлішої шкіри в Індії історично пов’язані як з індійською кастовою системою, так і з багатовіковим зовнішнім правлінням світлошкірих націй. На Філіппінах і в багатьох країнах Південно-Східної Азії світліша шкіра асоціювалася з вищим соціальним статусом. Історики вказують, що соціальна ієрархія на Філіппінах охоплює спектр відтінків шкіри через змішані шлюби між корінним населенням, східноазійськими поселенцями з Японії та Китаю та європейськими та американськими колоністами.
У Південній Азії колір шкіри визначав соціальний статус, оскільки мав на увазі обставини позиціонування людини. У той час як бліда шкіра означала перебування подалі від сонця, темніша шкіра означала результат роботи в зовнішніх умовах. З колоніальним впливом британської окупації існувала відмінність у вищості та меншовартості. З тим, що можновладці приписували собі блідий колір обличчя, існувала асоціація, пов'язана з класом і посадою. Кіноіндустрія Південної Азії була фактором колоніалізму, який сприяв зміцненню цих наративів. Куркума була використовуваним інгредієнтом що використовувався для освітлення тону шкіри, який вважався бажаним.

### Європа
Практики відбілювання шкіри були задокументовані в Стародавній Греції та Римі. Відбілююча косметика часто містить карбонат свинцю та ртуть як освітлювачі. Остаточно відомо, що ці продукти викликають ерозію шкіри.
Відбілювання шкіри часто документувалося в епоху Єлизавети. Власне використання освітлювачів шкіри королевою Єлизаветою стало визначним стандартом краси. Крім того, на думку істориків середньовіччя, світла шкіра була ознакою аристократії та вищого соціально-економічного класу, оскільки робітники частіше піддавалися сонячному світлу на вулиці. Чоловіки та жінки освітлювали шкіру поверхнево та хімічно, використовуючи відповідно білу пудру та венеціанську церузу. Венеціанська церуза складалася із суміші свинцю та оцту, яка, як відомо, спричиняла випадання волосся, роз’їдання шкіри, параліч м’язів, псування зубів, сліпоту та передчасне старіння. Венеціанська церуза також була причиною отруєння свинцем. Луг і аміак, які містяться в інших засобах для відбілювання шкіри, посилюють токсичну дію свинцю. Інші практики, які застосовувалися з метою відбілювання шкіри, включали вмивання обличчя сечею та вживання пластинок з миш’яком.

### Сполучені Штати
За словами вченої Ширлі Енн Тейт, відбілювачі шкіри в Сполучених Штатах спочатку використовували переважно білі жінки. Європейські іммігранти представили рецепти косметичних засобів для освітлення шкіри в американських колоніях, де вони з часом еволюціонували, включивши в себе традиції корінних народів і західноафриканських трав. Відбілювання шкіри стало популярним у 1800-х роках, коли білі жінки в Сполучених Штатах почали наслідувати практики відбілювання шкіри, які застосовували жінки в Європі. Таким чином, американські жінки подібним чином використовували церузу, пластини з миш'яком і продукти, які містили токсичні дози свинцю та ртуті.
Освітлення шкіри часто  сприймалося негативно. Жінки, які використовували відбілювачі шкіри, були описані як штучні, тоді як чоловіки, які використовували відбілювачі шкіри, були описані як надмірно жіночі.  Незважаючи на цей прийом, відбілювання шкіри залишалося популярною практикою. Історики також відзначають, що реклама засобів для відбілювання шкіри в 20 столітті часто асоціювала бліду шкіру з благородством.
За словами історика Кеті Пейс, відбілювання шкіри серед чорношкірих американських жінок було задокументовано, починаючи з середини дев’ятнадцятого століття. Історики пояснюють зростання маркетингу відбілювачів шкіри культурою епохи Джима Кроу, оскільки чорношкірі американці стикалися з постійними соціальними та правовими обмеженнями. Реклама косметики, спрямована на темношкірих споживачів, часто називала світліший колір обличчя чистішим і кращим. Водночас, однак, косметичні журнали та журнали про красу часто публікували критику чорношкірих жінок, які використовували відбілювачі шкіри, стверджуючи, що вони виглядають неприродно та по-шахрайськи.
У 1930-х роках засмагла шкіра стала популярною серед білих жінок як новий символ багатства; деякі історики стверджують, що індустріалізація створила закриті умови для праці, внаслідок чого засмагла шкіра більше асоціювалася із прийняттям сонячних ванн, подорожами та відпочинком. Зростання руху «Чорне — це красиво» у 1960-х роках у поєднанні з більшою обізнаністю про потенційну небезпеку для здоров’я також тимчасово сповільнило продаж і популярність засобів для відбілювання шкіри. Однак до 1980-х років бліда шкіра знову стала більш бажаною, оскільки засмага стала пов’язана з передчасним старінням і пошкодженням від сонця.

### Латинська Америка
Практики відбілювання шкіри також добре задокументовані в Південній Америці та Карибському басейні. Такі соціологи, як Джек Менке, зауважили, що перші практики освітлення шкіри серед корінних жінок були мотивовані увагою конкістадорів. Відновлені журнали жінок із Суринаму показали, що вони використовували рослинні суміші для освітлення шкіри, що викликало хворобливі побічні ефекти.
Різні дослідження пов’язують поширеність відбілювання шкіри в країнах Латинської Америки з їхньою історією та спадщиною колонізації та рабства. Розповіді свідків у колоніальній Ямайці повідомляли, що жінки практикували «лущення» та «здирання шкіри» з себе, використовуючи терпкі лосьйони, щоб виглядати світлішими. Карибські креольські жінки також обробляли свою шкіру олією горіха кеш'ю, яка спалювала зовнішні шари шкіри.
Методи відбілювання шкіри набули популярності, частково внаслідок blanqueamiento в Латинській Америці. Ідеології, що стояли за blanqueamiento, пропагували ідею соціальної ієрархії, заснованої на євроцентричних рисах і тоні шкіри.

### Африка
Записи свідчать про значне використання освітлювачів шкіри в Південній Африці, починаючи з 20 століття. Історики припускають, що це може бути пов’язано з ухваленням Закону про перевагу кольорової праці в 1955 році. Освітлювачі шкіри в Південній Африці спочатку продавалися білим споживачам, а потім і кольоровим. Спочатку відбілювання шкіри зазвичай практикували сільські та бідні південноафриканські жінки; однак дослідження показують, що ця практика стає все більш поширеною серед темношкірих жінок з вищими доходами та рівнем освіти. Історик Лінн Томас пояснює початкову популярність цих відбілювачів шкіри суспільно бажаними наслідками обмеженої праці на свіжому повітрі, сексуальних стосунків із світлішими партнерами та світлішою шкірою. Починаючи з 1970-х років уряд Південної Африки встановив правила щодо засобів для відбілювання шкіри, заборонивши продукти, які містять ртуть або високий рівень гідрохінону. До 1980-х років критика відбілювання шкіри стала частиною руху проти апартеїду, враховуючи негативні наслідки відбілювання шкіри для здоров’я та соціальні наслідки колоризму.
У Гані переваги світлішої шкіри були задокументовані, починаючи з 16 століття. Ширлі Енн Тейт пояснює це естетикою та статусами, що пропагувалися в період колоніального правління, посилаючись на соціальний вплив і багатство відомих європейсько-ганських родин. Інші дослідження показали, що в Танзанії середній і робітничий класи регулярно практикували відбілювання шкіри, оскільки вважалося, що світла шкіра сприяє соціальній мобільності.
Практика відбілювання шкіри в кількох інших африканських країнах поширилася після початку руху за незалежність проти європейського колоніального панування. Майя Аллен пояснила це збільшенням потоку європейських продуктів і комерційного впливу на колонізовані регіони. Декілька істориків припустили, що збільшення поширеності відбілювання шкіри на «Глобальному Півдні» потенційно пов’язане як з доколоніальними уявленнями про красу, так і з постколоніальними  расовими ієрархіями.

## Рух проти відбілювання шкіри
Зростає рух проти відбілювання шкіри , включно з протестами. Деяких боллівудських акторів критикували за рекламу таких продуктів.

## Небезпека для здоров'я
Декілька хімічних речовин виявилися ефективними для відбілювання шкіри, але деякі з них були доведені або ймовірно токсичні. Це включає сполуки, що містять ртуть, які можуть викликати неврологічні проблеми та проблеми з нирками. Ці продукти також містять колаген, який може бути шкідливим для шкіри. Він присутній в денних кремах і косметичних масках. Колаген - це нерозчинний волокнистий білок, який занадто великий, щоб проникнути в шкіру, тому може закупорювати пори.
Використання цих продуктів може бути небезпечним для здоров’я, потенційно спричиняючи прищі, розтяжки, рак шкіри, гіпертонію чи діабет, особливо якщо продукт містить гідрохінон, ртуть, кортизон або вітамін А. Також можуть виникнути алергічні реакції або небажані ефекти, такі як нерівномірна гіперпігментація або плямиста депігментація.
Серед інгредієнтів також часто зустрічається гідрохінон, який викликає численні побічні ефекти. Він може впливати на реагенти, які використовуються в капілярних глюкометрах, штучно підвищуючи рівень глюкози в крові.
У 1997 році в Парижі французька поліція знищила мережу незаконної торгівлі продуктами для освітлення шкіри, націлену насамперед на конголезьких мігрантів. Такі продукти становлять значний ринок, незважаючи на ризики для здоров’я. Користувачі вдаються до препаратів, що містять ртуть або відбілювач, або продуктів, що містять кортикостероїди чи хінін. У лікарні Сен-Луї в Парижі довелося створити спеціалізоване відділення для лікування захворювань шкіри, спричинених відбілюванням шкіри.
У своїй записці Всесвітня організація охорони здоров’я (ВООЗ) відзначила значну присутність неорганічної ртуті, доданої до продуктів для освітлення шкіри, яка, як відомо, пов’язана з раком шкіри.